# Rickard Wall
Rickard Wall, född 29 juni 1957, är en svensk nationalekonom, trafikforskare och politiker. Han var 2014 till 2018 ledamot i Stockholms läns landsting och Stockholms kommunfullmäktige. Han valdes in för Sverigedemokraterna men har senare uteslutits ur partiet.
Rickard Wall är doktor i nationalekonomi med inriktning mot transportekonomi och konkurrensteori. Han har varit verksam vid bland annat Blekinge tekniska högskola.
Rickard Wall har publicerat facklitteratur och artiklar om trafik- och transportforskning, bland annat avhandlingen The importance of transport costs for spatial structures and competition in goods and service industries (2001), samt Bilanvändningens bestämningsfaktorer (1991) och Bensinskatteförändringarnas effekter (1994, medförfattare). Hans studie av hur fri parkering vid arbetsplatser påverkar anställdas val av transportmedel vid arbetsresor bidrog till att det år 2004 infördes en regel, att den som har fri parkering på sin arbetsplats ska förmånsbeskattas för detta. Han har även givit ut den skönlitterära boken Kontakt med KGB på eget förlag (2009).
Rickard Wall blev uppmärksammad 2015 genom att under en debatt om tiggeriförbud i Stockholms kommunfullmäktige pratat om vad han kallade "tjusiga tiggarkvinnor". Sedan uteslutningen från Sverigedemokraterna har han suttit kvar som politisk vilde. Under en debatt i kommunfullmäktige 2016 gav han uttryck för andra kontroversiella åsikter vilket ledde till att han även förlorade sitt uppdrag som nämndeman i Stockholms tingsrätt.